# 프라임 (트랜스포머)
트랜스포머에서 프라임 (Prime)은 직위를 말한다, 일반적으로 오토봇들의 리더로 말한다. 열세 명의 최초의 프라임과는 다른 개념이다. 다른 세계관, 다른 작품들마다 기원이 다르다.

## 상세
프라임은 리더가 될 때 매트릭스 오브 리더 쉽(Matrix of Leadership)을 가지고 탄생을 한다. 어느때는 투표로 결정 될 때도 있다.
애니메이티드 세계관에서는 다르게 각색되어 나온다.

## 기타
- 센티널 프라임은 오랜 시대가 흘러 투표로 뽑힌 프라임이다. 다른 세계관에서도 센티널 프라임도 등장하며 다른 인물들이다.
- 옵티머스 프라임은 원래 오라이온 팍스라는 기계 생명체이었다. 원작 G1 세계관에서 오라이온 팍스 시절 메가트론에게 살해당했으나 알파 트라이온의 수리로 오라이온은 옵티머스 프라임으로 재탄생 한다. 메가트론을 격퇴하고 알파 트라이온에게 매트릭스를 수여받는다. 다른 작품이자 다른 세계관 옵티머스 프라임은 다른 인물이다.
- 원작 G1 세계관 트랜스포머: 더 무비에서 로디머스 프라임은 매트릭스에 손을 대 프라임이 되었다. 원래는 핫 로드 라는 이름의 병사였다. 다른 작품, 다른 세계관에서도 등장하며 다른 인물들이다.

## 같이 보기
- 트랜스포머